# Адриан ван Остаде
Адриан ван Остаде (на нидерландски: Adriaen van Ostade) е нидерландски бароков художник от 17 век, причисляван към Малките холандци, майстор на битовата живопис.
Адриан е най-възрастният син в семейството на тъкача Ян Хендрих Остаде, от малкото градче Остаде край Айндховен. Той и брат му Исак, също художник, но по-малко известен, са родени в Хаарлем, но приемат името „ван Остаде“.
Според сведения на съвременници, Адриан ван Остаде е ученик на Франс Халс. Приятелството му с художника Адриан Броувер, с когото са съседи по ателие в Хаарлем, също оказва влияние върху формирането на стила му на рисуване.
Жени се на 26-годишна възраст, но 4 години по-късно съпругата му умира. Скоро след това ван Остаде се жени повторно, но отново овдовява през 1666 г. През 1662 г. е поканен за председател на гилдията на художниците в Хаарлем. През 1670-те се мести да живее в Амстердам.
Ван Остаде е смятан за най-популярния художник от „селския жанр“ в нидерландската живопис на 17 век. Някои от платната му се отличават с хумористични и сатирични нотки. След 1630-те години смекчава и обособява стила си: за разлика от фламандеца Броувър, който в платната си на селска тематика вкарва характерни, грозни, почти гротескни лица, ван Остаде рисува портретите на героите си с благоразположение и внимателно вглеждане в детайла. Сред ситуациите, които изобразява най-често са угощения и веселби в кръчми, изпълнения на народни танци, както и семейния кръг – жена и деца в просторен селски интериор.
Платна на Адриан ван Остаде се пазят в множество европейски музеи.
- Картини на Адриан ван Остаде
- Селяни в кръчмата, 1635
- Селско семейство в стая, 1647
- Селският учител, 1662
- Автопортрет, 1663